# Ermida de Santa Catarina (Angra do Heroísmo)

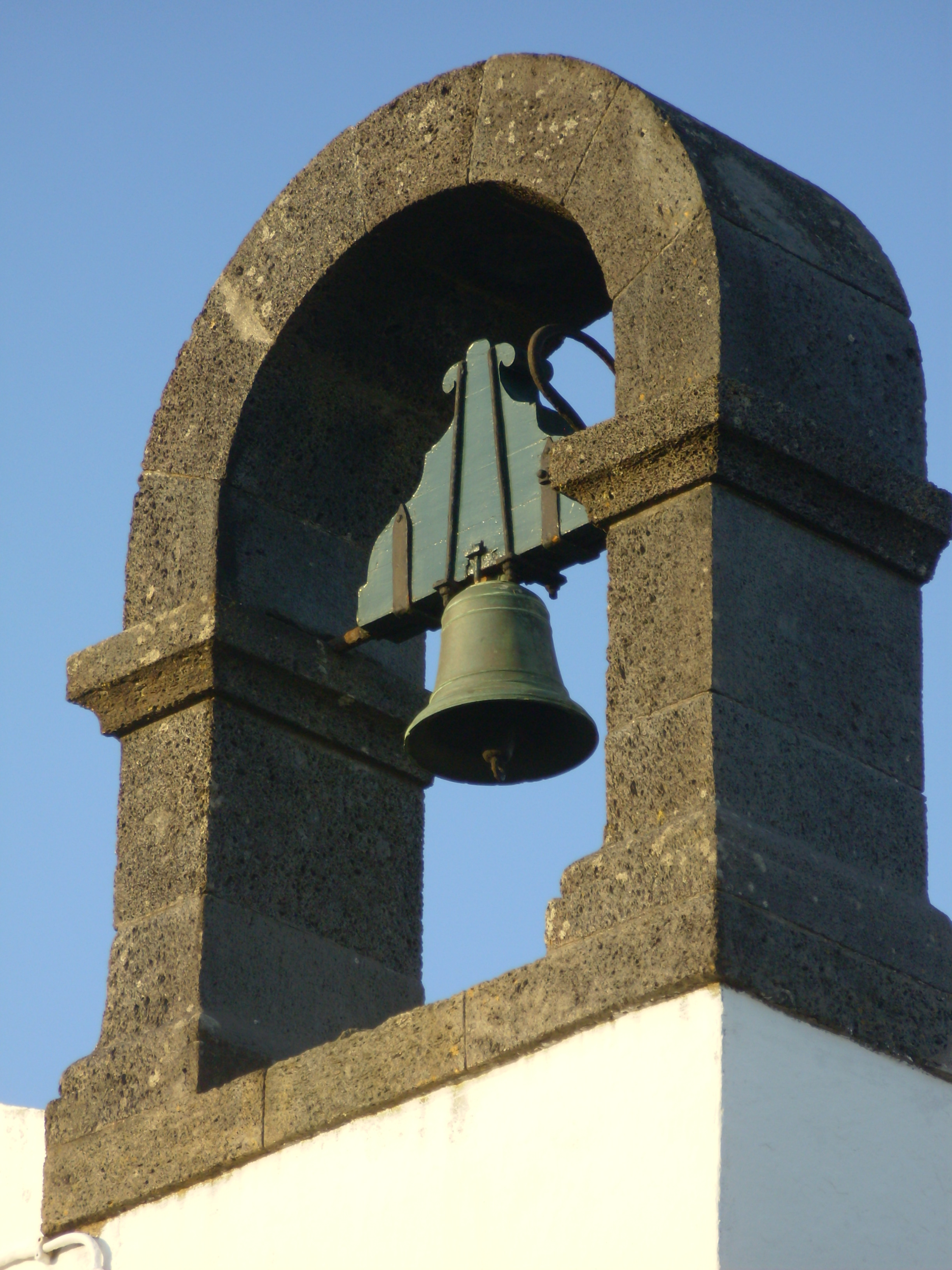
Capela de Santa Catarina, Angra do Heroísmo: sineira.

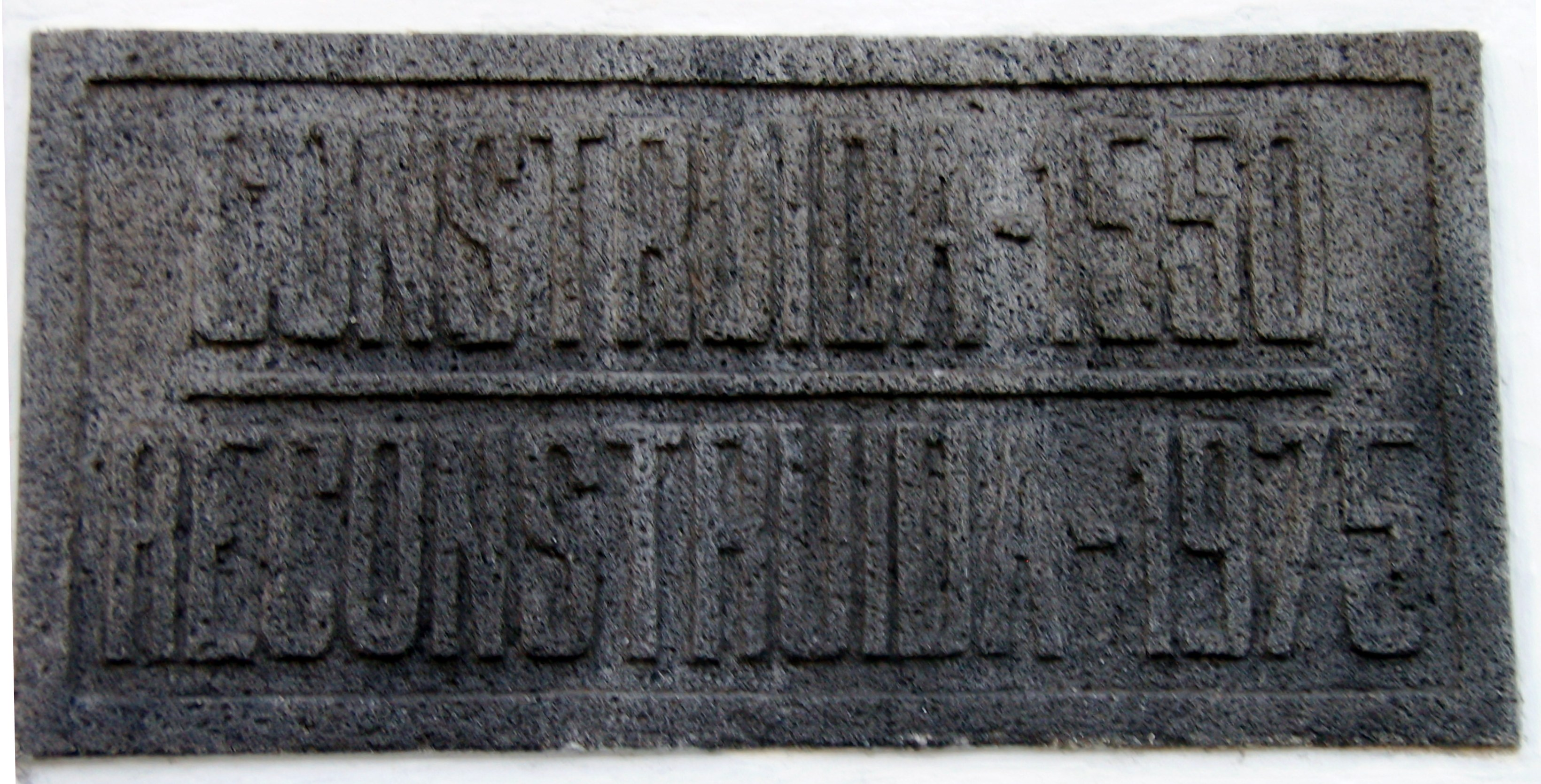
Capela de Santa Catarina, Angra do Heroísmo.

A Ermida de Santa Catarina, ou Capela de Santa Catarina de Alexandria, localiza-se na freguesia de São Pedro, município de Angra do Heroísmo, ilha Terceira, Região Autónoma dos Açores, em Portugal.
Situa-se nos Portões de São Pedro, vizinha e a norte da Igreja Paroquial de São Pedro.

## História
Pouco se sabe acerca da data de sua construção ou quem tenha sido o seu fundador. É anterior a 1589, ano em que Gaspar Frutuoso conclui o livro VI das "Saudades da Terra", onde já se encontra mencionada. Uma inscrição epigráfica informa a data de 1550 como de sua construção, e de 1975 como de sua reconstituição.
Também é referida pelo padre António Cordeiro, na sua "Historia Insulana"" (1717) quando este se ocupa da Restauração na ilha Terceira, e informa que junto a esta ermida foi estabelecido um posto de combate batendo a baía do Fanal e a Fortaleza de São João Baptista:
"Hum Afonso Gomes Peres, homem rico, e grande contratador fez outro Reduto, ou Fortim em o posto que estava acima de Santa Catarina, onde pôs vinte soldados escolhidos, e alguma artilharia, e tudo à sua custa, e impedia dali a comunicação com a Ponta do Zimbreiro do Castelo, a qual fica para Ocidente, e defendia a larga Baía do Fanal, e ficou por mérito para sempre este homem chamando-se o Capitão Afonso Gomes Peres.".
Assim é-nos permitido saber que em 1640, durante o cerco feito pelos terceirenses à Fortaleza de São João Baptista foi ali instalado um pequeno reduto denominado de Reduto de Santa Catarina, destinado a vigiar a baía do Fanal, e impedir quaisquer socorros aos espanhóis por aquele flanco.

## Características
Exemplar de arquitetura religiosa.
Implanta-se num alto acedido por uma extensa escadaria feita em calçada portuguesa, com mais de 100 degraus a partir da Rua de São Pedro, tendo-se de passar por um largo portão em arco.
A porta principal está situada numa das paredes laterais da ermida, ficando à direita um só altar dotado de retábulo com a imagem de Santa Catarina, e à esquerda um largo coreto alto.